# Constantine (revista em quadrinhos)
Constantine é uma revista em quadrinhos mensal publicada originalmente nos EUA pela editora estadunidense DC Comics, sendo publicada pela primeira vez em Março de 2013 (cover-date: maio de 2013). Ela acompanha a história do mago britânico, John Constantine, e substituiu o antigo título Hellblazer da Vertigo Comics, que foi encerrado em fevereiro de 2013 na 300.ª edição após 25 anos. O personagem do título foi criado originalmente por Alan Moore na década de 1980 na HQ Swamp Thing.

## Histórico da publicação

### Original (Estados Unidos)
Em setembro de 2011, a continuidade da DC foi reiniciada através da iniciativa Os Novos 52 (no original: "The New 52"). Nesta nova linha do tempo, Constantine foi reintroduzido no Universo DC em uma versão mais jovem, agora como o líder da Liga da Justiça Sombria (no original: "Justice League Dark").
Em 8 de Novembro de 2012, a DC anunciou a série mais longeva da Vertigo, Hellblazer seria cancelada na 300.ª edição e seria substituída pela série Constantine, que seria escrita por Robert Venditti e desenhada por Renato Guedes, mas antes da publicação da primeira edição, os roteiros passaram para as mãos de Jeff Lemire como co-roteirista ao lado de Ray Fawkes antes da publicação da primeira edição. Os dois escritores também trabalharam na série Justice League Dark series.
A série foi encerrada na edição 23 e foi relançada como Constantine: The Hellblazer, escrita por Ming Doyle e James Tynion IV, iniciando a partir de junho de 2015 (cover-date: agosto de 2015).

### Equipe criativa

#### Roteiristas
- Constantine #1–4: Ray Fawkes e Jeff Lemire
- Constantine #5–23: Ray Fawkes

Desenhistas
- Constantine #1–3, #5–6: Renato Guedes[6]
- Constantine #4: Fabiano Neves
- Constantine #7: Szymon Kudranski
- Constantine #8, #11, #13, #15: ACO
- Constantine #9: ACO e Beni Lobel (duas páginas)
- Constantine #10, #12: Beni Lobel
- Constantine #14, #16–17: Edgar Salazar
- Constantine #18–23: Jeremy Haun

## Republicação no Brasil

### Histórico
Em janeiro de 2014, a Panini Comics anunciou no seu blog Wizmania, que aproveitando a estreia no Brasil da revista de linha lançada nos EUA em março de 2013, iria lançar em fevereiro [de 204) a mensal Constantine.
Constantine foi publicada de fevereiro de 2014 a novembro de 2015 num total de 22 números e republicava as histórias originais da série regular homônima, Constantine (2014–2015) publicada nos Estados Unidos pela DC Comics de março de 2013 a março de 2014. Além de Constantine, a revista era um mix de histórias onde republicava outras séries da DC: Justice League Dark, Trinity of Sin: Pandora, Trinity of Sin: Phantom Stranger e Trinity of Sin.

### Publicação
| Edição | Data de publicação | Histórias originais                                                                                            |
| ------ | ------------------ | --- |
| 1      | Fevereiro de 2014  | Constantine 1–2 — Justice League Dark 19–20                                                                    |
| 2      | Março de 2014      | Constantine 3–4 — Justice League Dark 21                                                                       |
| 3      | Abril de 2014      | Constantine 5 — Justice League Dark 22 — Trinity of Sin: Pandora 1                                             |
| 4      | Maio de 2014       | Justice League Dark 23 — Trinity of Sin: Pandora 2–3                                                           |
| 5      | Julho de 2014      | Constantine 6–7 — Justice League Dark 24                                                                       |
| 6      | Agosto de 2014     | Constantine 8 — Justice League Dark 25 — Trinity of Sin: Pandora 4                                             |
| 7      | Setembro de 2014   | Constantine 9 — Trinity of Sin: Pandora 5 — Trinity of Sin: Phantom Stranger 14                                |
| 8      | Outubro de 2014    | Constantine 10 — Justice League Dark 26 — Trinity of Sin: Pandora 6 — Trinity of Sin: Phantom Stranger 15      |
| 9      | Novembro de 2014   | Constantine 11 — Justice League Dark 27–28 — Trinity of Sin: Pandora 7–8 — Trinity of Sin: Phantom Stranger 16 |
| 10     | Dezembro de 2014   | Constantine 12 — Justice League Dark 29 — Trinity of Sin: Pandora 9 — Trinity of Sin: Phantom Stranger 17      |
| 11     | Janeiro de 2015    | Constantine 13 — Justice League Dark 30 — Trinity of Sin: Pandora 10 — Trinity of Sin: Phantom Stranger 18     |
| 12     | Fevereiro de 2015  | Constantine 14 — Justice League Dark 31 — Trinity of Sin: Pandora 11 — Trinity of Sin: Phantom Stranger 19     |
| 13     | Março de 2015      | Constantine 15 — Justice League Dark 32 — Trinity of Sin: Pandora 12 — Trinity of Sin: Phantom Stranger 20     |
| 14     | Abril de 2015      | Constantine 16 — Justice League Dark 33 — Trinity of Sin: Pandora 13 — Trinity of Sin: Phantom Stranger 21     |
| 15     | Maio de 2015       | Constantine 17 — Justice League Dark 34 — Trinity of Sin: Pandora 14 — Trinity of Sin: Phantom Stranger 22     |
| 16     | Junho de 2015      | Constantine 18 — Justice League Dark Annual 2                                                                  |
| 17     | Julho de 2015      | Constantine 19 — Justice League Dark 35 — Trinity of Sin 1                                                     |
| 18     | Agosto de 2015     | Constantine 20 — Justice League Dark 36 — Trinity of Sin 2                                                     |
| 19     | Setembro de 2015   | Constantine 21 — Justice League Dark 37 — Trinity of Sin 3                                                     |
| 20     | Outubro de 2015    | Constantine 22 — Justice League Dark 38 — Trinity of Sin 4                                                     |
| 21     | Novembro de 2015   | Constantine 23 — Justice League Dark 39 — Trinity of Sin 5                                                     |
| 22     | Dezembro de 2015   | Justice League Dark 40 — Secret Origins 11 II — Secret Origins 8 II — Trinity of Sin 6                         |

- Fim dos Tempos: Constantine que trouxe as histórias originais de Constantine: Futures End #1.[10]

## Coletâneas

### Estados Unidos
A série foi coletada nos seguintes encadernados:
- Constantine Vol. 1: The Spark and the Flame (Constantine #1–6). Fevereiro de 2014.[11] ISBN 978-1401243234
- Constantine Vol. 2: Blight (Constantine #7–12). Agosto de 2014.[12] ISBN 978-1401247478
- Constantine Vol. 3: The Voice in the Fire (Constantine #13–17, Constantine: Future's End #1). Fevereiro de 2015.[13] ISBN 978-1401250850
- Constantine Vol. 4: The Apocalypse Road (Constantine #18–23). Agosto de 2015.[14] ISBN 978-1401254704

### Brasil
A publicação dos encadernados ficou a cargo da Panini Comics, que já lançou o(s) seguinte(s) volume(s):
- Constantine Vol. 1: A Fagulha e a Chama (Constantine #1–6). Janeiro de 2017. 124 páginas.[15] ISBN 978-8583681939

Ainda não foram publicados, os seguintes volumes:
- Constantine Vol. 2: Moléstia (Constantine #7–12).
- Constantine Vol. 3: A Voz no Fogo (Constantine #13–17, Constantine: Future's End #1).
- Constantine Vol. 4: Estrada Para o Apocalipse (Constantine #18–23).